# Curti
Pour les articles homonymes, voir Famille Curti et Carlo Curti.
Curti est une commune italienne de la province de Caserte en Campanie.

## Administration
| Période                                  | Période  | Identité            | Étiquette    | Qualité |
| ---------------------------------------- | -------- | ------------------- | ------------ | ------- |
| 14 juin 2004                             | En cours | Domenico Ventriglia | Lista Civica |         |
| Les données manquantes sont à compléter. |          |                     |              |         |

### Communes limitrophes
Casapulla, Macerata Campania, San Prisco, Santa Maria Capua Vetere.